# Itunundu
Itunundu è una circoscrizione rurale (rural ward) della Tanzania situata nel distretto rurale di Iringa, regione di Iringa. Conta una popolazione di 13 639 abitanti (censimento 2022).